# 塞爾克庫柳山
16°23′32″S 67°56′27″W / 16.39222°S 67.94083°W

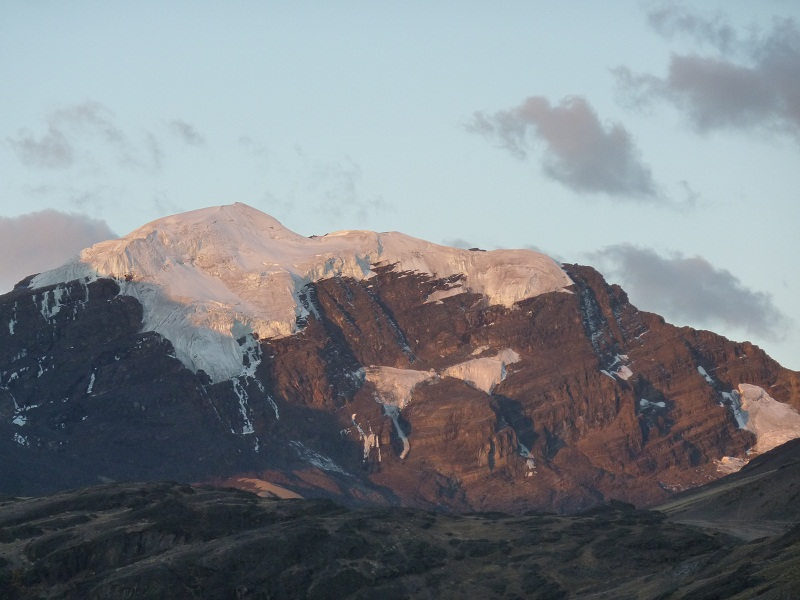

塞爾克庫柳山（Sirk'i Qullu），是玻利維亞的山峰，位於該國西部拉巴斯省，屬於安第斯山脈中玻利維亞瑞阿爾山脈的一部分，海拔高度5,546米。